# Quantum Fuel Systems
Die Quantum Fuel Systems LLC. (vormals: Quantum Fuel Technologies Worldwide, Inc.) ist ein Automobilzulieferer und Dienstleister für die Automobil- und Rüstungsindustrie. Das Unternehmen war an der US-amerikanischen Technologie-Börse NASDAQ gelistet. Der Umsatz betrug im Finanzjahr 2007 ca. 130 Mio. Dollar.
Entwickelt und hergestellt werden u. a. Brennstoffzellen, Wasserstofftanks, Wasserstofftankstellen, Wasserstoffmotoren, Lithium-Ionen-Batterien, Batteriekontrollelektronik, Hybridantriebe. Zu den Dienstleistungen gehören Entwicklungsarbeiten, Herstellung von Prototypen, Systemintegration. Quantum Technologies führt auch Rüstungsaufträge aus und entwickelte für das amerikanische Verteidigungsministerium ein Stealthfahrzeug namens Aggressor Alternative Mobility Vehicle (AMV).

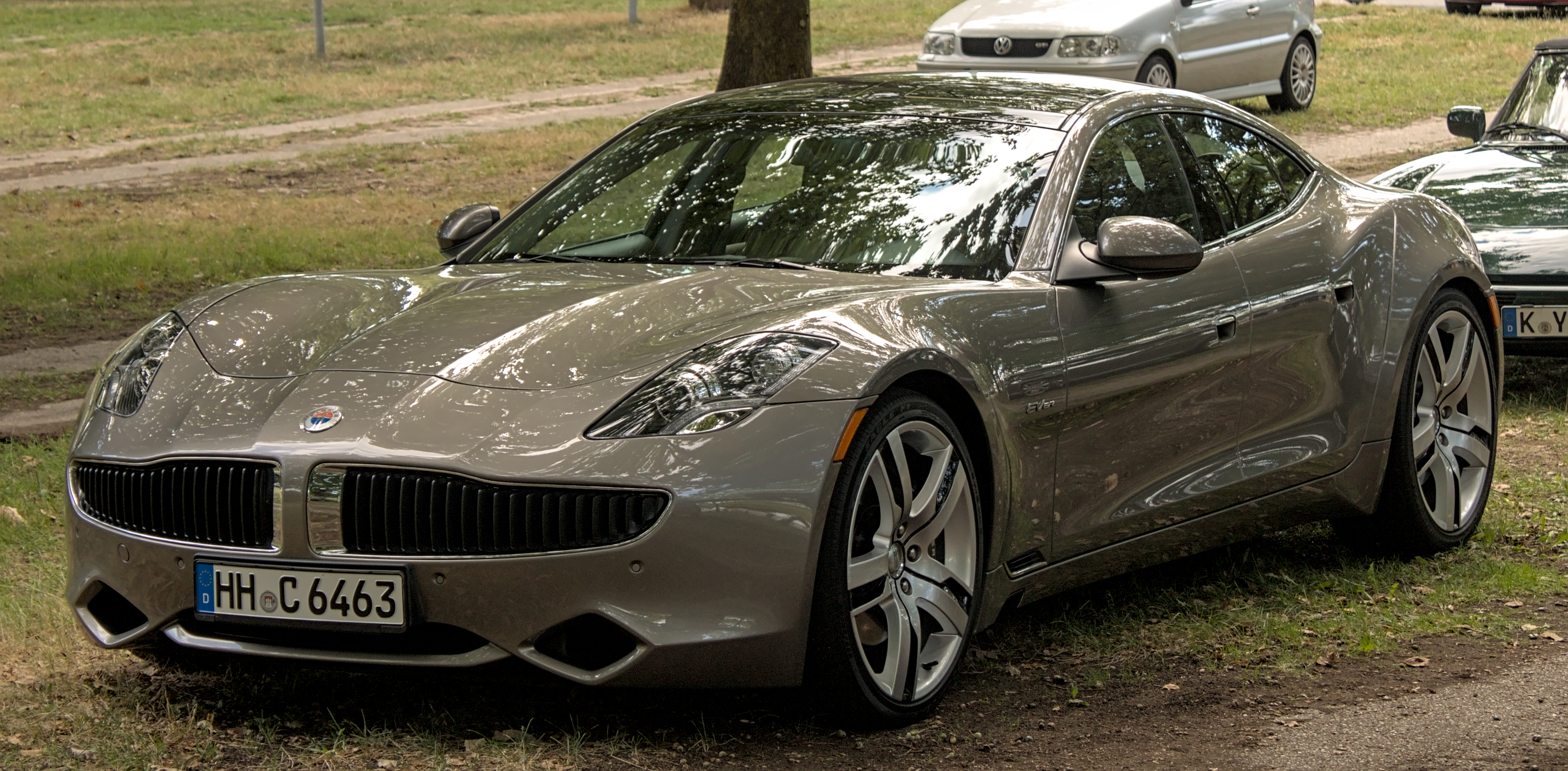
Fisker Karma

Quantum unterhielt zusammen mit Fisker Coachbuild ein Gemeinschaftsunternehmen (Joint Venture) namens Fisker Automotive zur Entwicklung und Herstellung von Elektroautos in Irvine, Kalifornien. Der als Prototyp entwickelte Fisker Karma wurde von 2011 bis 2013 in Finnland bei Valmet Automotive gebaut.

## Geschichte
Das Unternehmen wurde in Irvine gegründet.
Im März 2016 beantragte Quantum Fuel Technologies Gläubigerschutz nach Chapter 11. Im Zuge der Insolvenz wurde das Unternehmen von der Börse genommen. Im Juli 2016 wurde das Unternehmen von der Private-Equity-Gesellschaft Douglas Aquisitions übernommen und zu Quantum Fuel Systems LLC. umfirmiert.